# Ladislav Rygl (Nordischer Kombinierer, 1976)
Ladislav Rygl (* 15. Mai 1976 in Vrchlabí, Tschechoslowakei) ist ein ehemaliger tschechischer Nordischer Kombinierer.

## Werdegang
Ladislav Rygl war professioneller Kombinierer zwischen 1995 und 2006 und lange Zeit der mit Abstand erfolgreichste Aktive in seinem Land. Rygl konnte in seiner Karriere drei Weltcupsiege erzielen und war 13-mal auf dem Podest. 
Bei den Junioren-Weltmeisterschaften 1995 im schwedischen Gällivare gewann er mit der tschechischen Mannschaft die Silbermedaille. Von 1999 bis 2001 war er überhaupt einer der konstantesten Sportler im Weltcupzirkus und konnte in dieser Zeit zahlreiche Top-10-Platzierungen erlaufen und erspringen. Seine Stärke lag (vor allem zum Ende seiner Karriere) in der Loipe. Bei einem Großereignis zeigte Rygl aber nie wirklich außergewöhnliche Leistungen; der 6. Platz bei der Weltmeisterschaft in Lahti war sein mit Abstand bestes Ergebnis. 2006 beendete er seine aktive Laufbahn.
Ladislav Rygl ist Sohn des früheren Kombinierers Ladislav Rygl, der 1970 eine Goldmedaille für die Tschechoslowakei gewann.

## Weltcup-Siege im Einzel
| Nr. | Datum             | Ort               | Disziplin |
| --- | ----------------- | ----------------- | --------- |
| 1.  | 11. März 1999     | Falun             | Sprint    |
| 2.  | 19. Dezember 1999 | Steamboat Springs | Gundersen |
| 2.  | 22. Januar 2000   | Liberec           | Gundersen |